# Priscilla Guy
Priscilla Guy (née en 1985 à Sherbrooke) est danseuse, chorégraphe, cinéaste, commissaire et chercheuse en arts basée à Marsoui, en Gaspésie / Gespe'gewa'gi.

## Biographie
En 2007, Priscilla Guy fonde Mandoline Hybride,, dont la mission est le développement de l'art contemporain avec la danse comme point d'ancrage. Elle est l'instigatrice de nombreux projets de diffusion : Regards Hybrides, Salon58, FURIES - festival de danse contemporaine et s'implique aussi dans plusieurs projets collectifs tant au niveau local qu'international comme 8DAYS8JOURS ou Communidades Hibridas. La démocratisation de la danse contemporaine est centrale dans la démarche de Priscilla Guy. Elle met en avant des initiatives diversifiées, allant de la présentation de pièces in situ dans des bibliothèques, des cafés ou des ruelles jusqu'à la mise en valeur de la cinédanse canadienne à travers les technologies de l'image et les possibilités du Web. Elle siège sur le conseil d’administration du Studio 303 depuis 2021,. Priscilla Guy est aussi détentrice d’un baccalauréat en beaux-arts de l'Université Concordia, obtenu en 2005, d’une maîtrise en danse contemporaine de l'Université York, achevée en 2011 et d'un doctorat en cinédanse,et études féministes de l’Université de Lille, complété en 2022.

## Distinctions
- 2012 : Prix Culture LOJIQ[15]
- 2022 : Prix Étincelle, Prix de la Danse de Montréal[9],[16]
- 2024 : Artiste de l'année en Gaspésie (Conseil des arts et des lettres du Québec)[17]

## Œuvres et publications

### Cinéma
- 2011 : Sous les glaces; toi[18]
- 2012 : Presque[19]
- 2014 : La terre tremble[20]
- 2014 : Corridors[21]
- 2015 : J’ai rencontré Rocio[22]
- 2015 : Les parleuses[23]
- 2016 : Two Bikes[24]
- 2016 : Singeries - Le film[25]
- 2018 : Hiatus[26]

### Danse
- 2010 : Les Installations Mouvantes[27],[28],[29]
- 2016 : Singeries[30],[31],[32],[33]
- 2019 : Deux squelettes[34],[35]
- 2023 : Peau[36]

### Publications
- 2014: Review and Discussion of the Co(te)lette Film, International Journal of Screendance[37]
- 2016: Screendance as a question : All this can happen and the first edition of Light Moves festival of Screendance, International Journal of Screendance[38]
- 2016: Co(te)lette : De la chair autour d’un discours sur la chair, Revue JEU[39]
- 2016: Alternate approaches to choreography, The Oxford Handbook of Screendance Studies, Oxford University Press[40]
- 2017: La cinédanse au 21e siècle : filmer le corps en mouvement dans un monde hostile, Regroupement québécois de la danse[41]
- 2017: Feminist Perspectives on Choreogaphic Editing as a Means to Reveal Absences/ Presences: Creative Research Around the Work Singeries, Screendance Studies[42]
- 2018: Comment filmer le corps en mouvement dans un monde hostile?, Communautés Hybrides[43]
- 2018: El montaje coreografico en videodanza: El tabajo En deçà du réel de Manon Labrecque, La creación híbrida en videodanza, Universidad de las Américas Puebla[44]
- 2021: Polo tous azimut, La Fabrique Culturelle[45]